# 1799

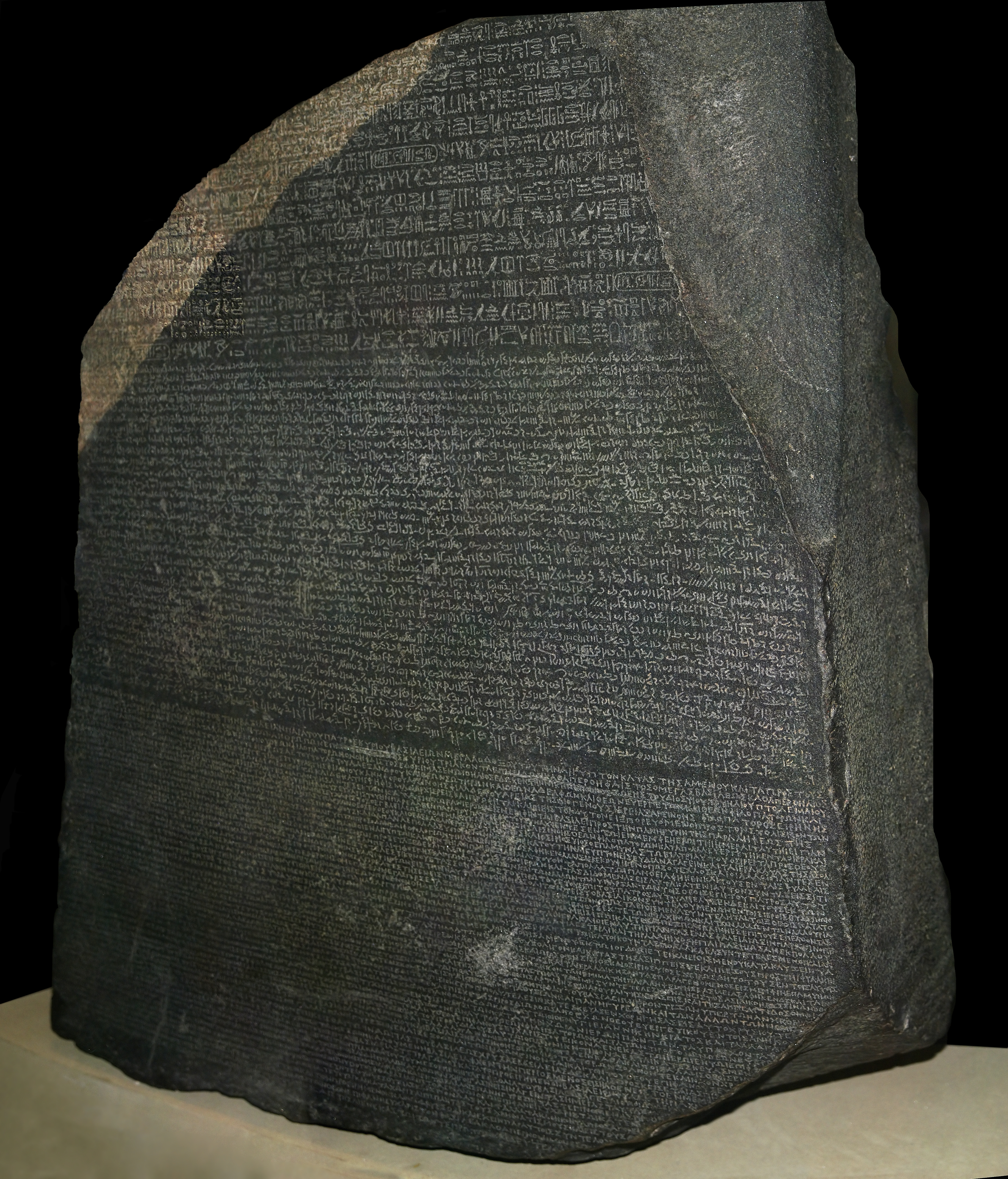
De steen van Rosetta

Het jaar 1799 is het 99e jaar in de 18e eeuw volgens de christelijke jaartelling.

## Gebeurtenissen
januari
- 6 - Het Engelse oorlogsschip HMS Apollo zinkt, nadat het door een navigatiefout is gestrand op de ondieptes bij de Razende Bol.
- 11 - Franz Carl Achard vraagt subsidie aan de regering van Pruisen voor het winnen van suiker uit de beetwortel. Koning Frederik Willem II van Pruisen kent hem 50.000 thaler toe.
- 15 De Bataafse Republiek neemt het beheer over de posterijen over.

februari
- 7 tot 12 - Er is watersnood in het groterivierengebied. Landerijen hebben veel te lijden van kruiend ijs langs de Rijn maar meer nog langs de Waal. Dijkdoorbraak bij het dorpje Doornik tussen Bemmel en Lent. Daarbij gaan alle achttien huizen en de kerk verloren. 17 mensen verdrinken.
- 16 - Met de dood van Karel Theodoor, de keurvorst van Beieren en de Palts, sterft het huis Palts-Sulzbach uit. De nieuwe keurvorst is de hertog van Palts-Zweibrücken, Maximiliaan I Jozef.

maart
- 7 - Op zijn veldtocht in Palestina verovert de Franse generaal Bonaparte de havenstad Jaffa, waar zijn mannen 20.000 Albanese krijgsgevangenen ombrengen.

april
- 11 - Met de dood van de laatste burggraaf van Kirchberg is de regerende dynastie in het graafschap Sayn-Hachenburg uitgestorven. Het graafschap komt aan Nassau-Weilburg.
- 16 - De Franse generaal Jean-Baptiste Kleber wint de Slag bij de Taborberg tegen de Ottomanen.
- 21 - Graubünden wordt opgenomen in de Helvetische Republiek, de gecentraliseerde Zwitserse eenheidsstaat. Graubünden (Drei Bünden) krijgt de naam kanton Rätien, maar bezit geen autonomie.
- april - Van geleend geld koopt Joséphine de Beauharnais het Kasteel van Malmaison.

mei
- 4 - In de Slag bij Seringapatam wordt de stad Srirangapatna, na een belegering van een maand, bestormd door Britse troepen onder bevel van Arthur Wellesley, de latere hertog van Wellington. Tipu Sultan, de "tijger van Mysore", sneuvelt in deze veldslag, die het einde van het koninkrijk Mysore betekent.
- 21 - Nadat in het Franse expeditieleger de builenpest is uitgebroken, breekt Napoleon Bonaparte het beleg van Akko af en trekt hij zich eerst naar Jaffa, later naar Egypte terug.
- 22 - Toussaint Louverture beheerst de toestand in Haïti en sluit handelsverdragen met de Britten en Amerikanen.
- 25 - Een Frans schip strandt bij Noordwijk. De bemanning probeert per sloep het schip te verlaten, maar verdrinkt: 5 doden.

juni
- juni - De Sanfedisti, een boerenleger bijeengebracht door kardinaal Ruffo, bevrijdt Calabrië van de Fransen en herstelt het koninkrijk Napels.

juli
- 7 - De leider van de Sikhs Ranjit Singh neemt de stad Lahore in.
- 19 - In Egypte wordt de Steen van Rosetta gevonden.
- 25 - Expeditie van Napoleon naar Egypte: de Fransen verslaan bij Aboekir een grote Osmaanse legermacht, waarbij 6000 Turken worden gedood. De rest zwemt terug naar de Britse schepen.
- juli - Een internationale commissie komt in Parijs tot de bepaling van de Meter.

augustus
- 23 - Napoleon keert terug naar Frankrijk. Hij draagt het bevel over het desolate Franse leger over aan Kleber.
- 27 - De Engelsen en Russen trachten middels een invasie in het noorden van Holland het stadhouderlijk gezag te herstellen. Schoorl krijgt het zwaar te verduren.

september
- 1 - In New York wordt de Bank of Manhattan Company geopend.
- 5 - Een Prinsgezind legertje onder aanvoering van August Robert van Heekeren, heer van Suideras, trekt vanuit Duitsland Winterswijk binnen, installeert er een nieuw stadsbestuur en trekt dan weer verder.
- 14 - Het prinsgezinde legertje trekt op naar Zutphen. De departementen van de Nederlanden roepen in Bredevoort de staat van beleg uit, en zenden 200 man van de nationale garde en 100 Franse soldaten tegen Van Heeckeren van Suideras.
- 25 en 26 - De Frans-Italiaanse generaal André Masséna verslaat de Russen bij Zürich. Rusland moet zich uit de coalitie tegen Napoleon terugtrekken.

oktober
- 6 - de Slag bij Castricum vindt plaats. Franse troepen deinzen terug voor een Russische aanval.
- 9 - De Lutine is een door de Engelsen buitgemaakt Frans fregat dat in de nacht van 9 op 10 oktober met een lading goud en zilver voor Hamburg vergaat tussen Vlieland en Terschelling. Alle 269 opvarenden komen daarbij om. Sindsdien hebben velen getracht het goud boven water te krijgen. De schat is echter onbereikbaar geworden omdat de Lutine steeds verder wegzakt.
- 10 - In de Conventie van Alkmaar wordt de aftocht van de Russisch-Engelse troepen uit Holland geregeld.
- 18 - De Engelsen en Russen in Holland schepen zich in voor de terugtocht.

november
- 9 - Napoleon grijpt de macht in Frankrijk in de Staatsgreep van 18 Brumaire.
- 10 - Het fregat De Valk vergaat bij Ameland, een van de grootste scheepsrampen uit de Nederlandse geschiedenis: 419 doden.
- 22 - Een aanhangster van het Oranjehuis wordt te Winterswijk door een soort burger-krijgsraad berecht, ter dood veroordeeld en standrechtelijk geëxecuteerd. Het betreft de 42-jarige Freule van Dorth.

december
- 15 - Napoleon Bonaparte wordt eerste consul van Frankrijk.

### Datum onbekend
- De eerste aanzet voor Scheepjes (merk) wordt gedaan.

## Muziek
- Ludwig van Beethoven componeert de Pianosonate nr.8 Pathétique Opus 13
- Antonio Salieri componeert de Proklamationsmesse in C gr.t.

### Publicaties in de Duitse taal
- Het geschrift De christenheid of Europa van de dichter Novalis
- De ballade Das Lied von der Glocke van Friedrich von Schiller
- De roman Lucinde van Friedrich von Schlegel

### Publicaties in overige talen
- Proeve van sentimenteele geschriften en gedichten van Hendrik Tollens

## Beeldende kunst

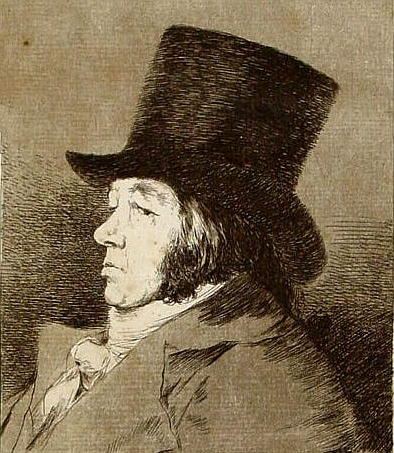
Los Caprichos (1799), Francisco Goya
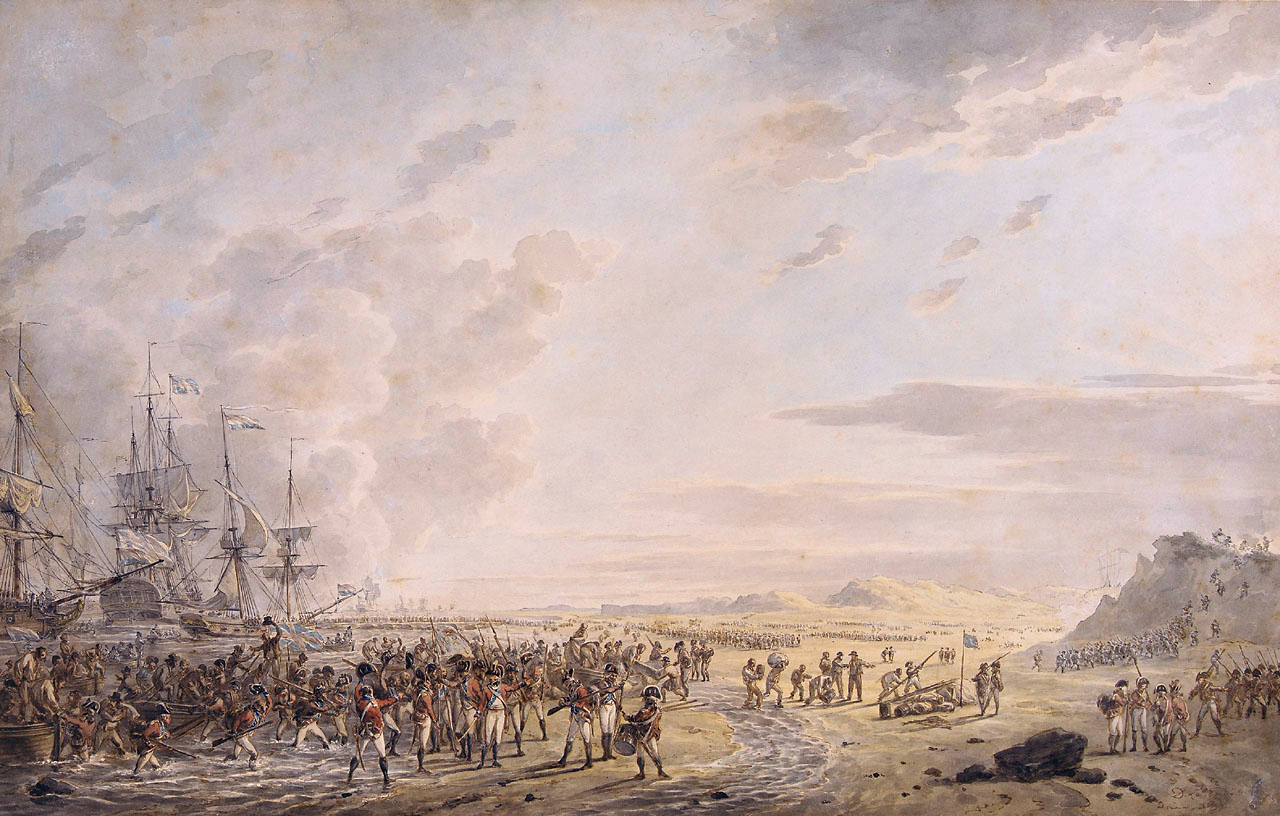
Britse landing bij Callantsoog (1799), Dirk Langendijk, National Maritime Museum, Greenwich

## Bouwkunst

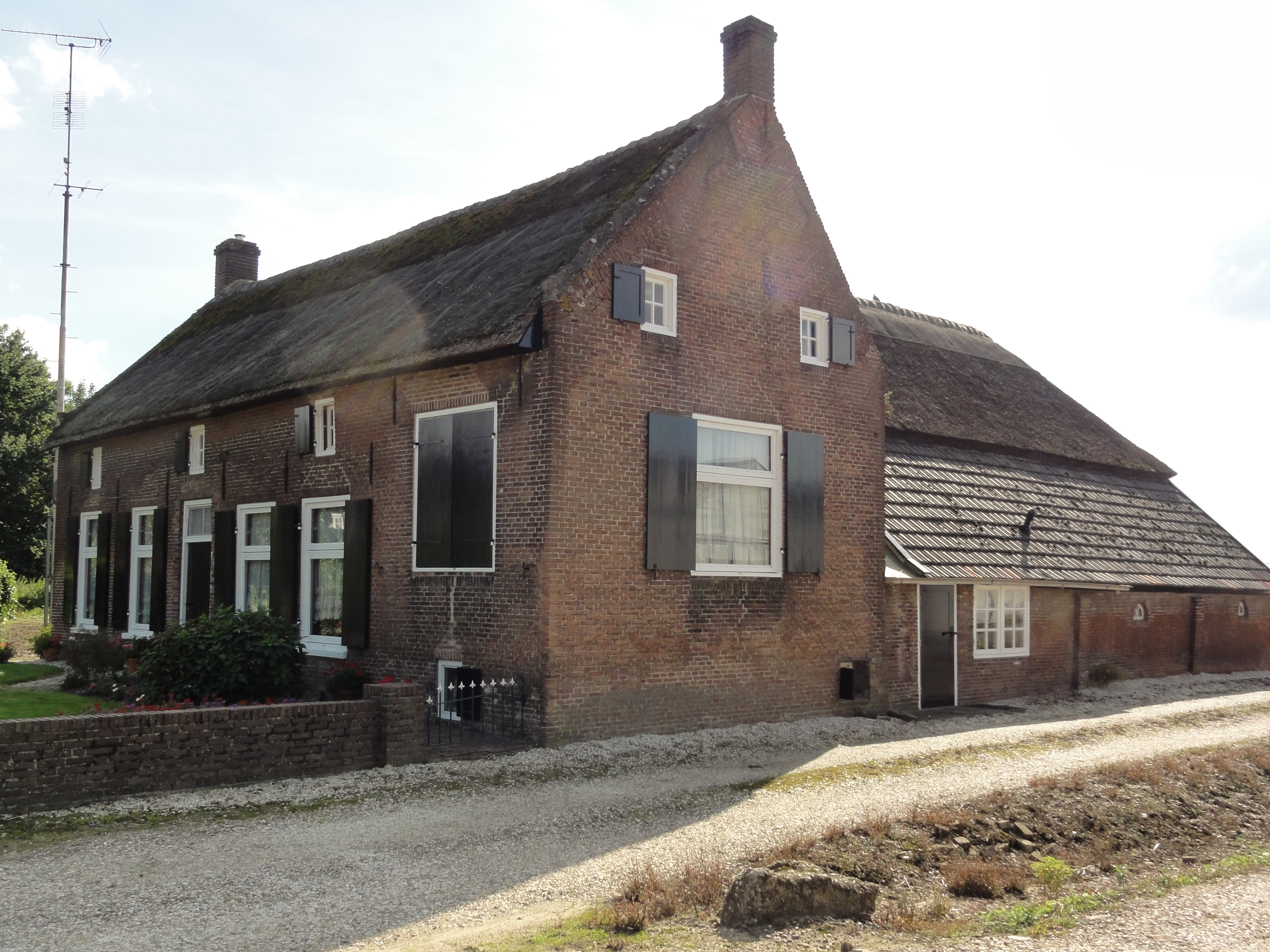
Boerderij met zadeldak, Ewijk (1799)
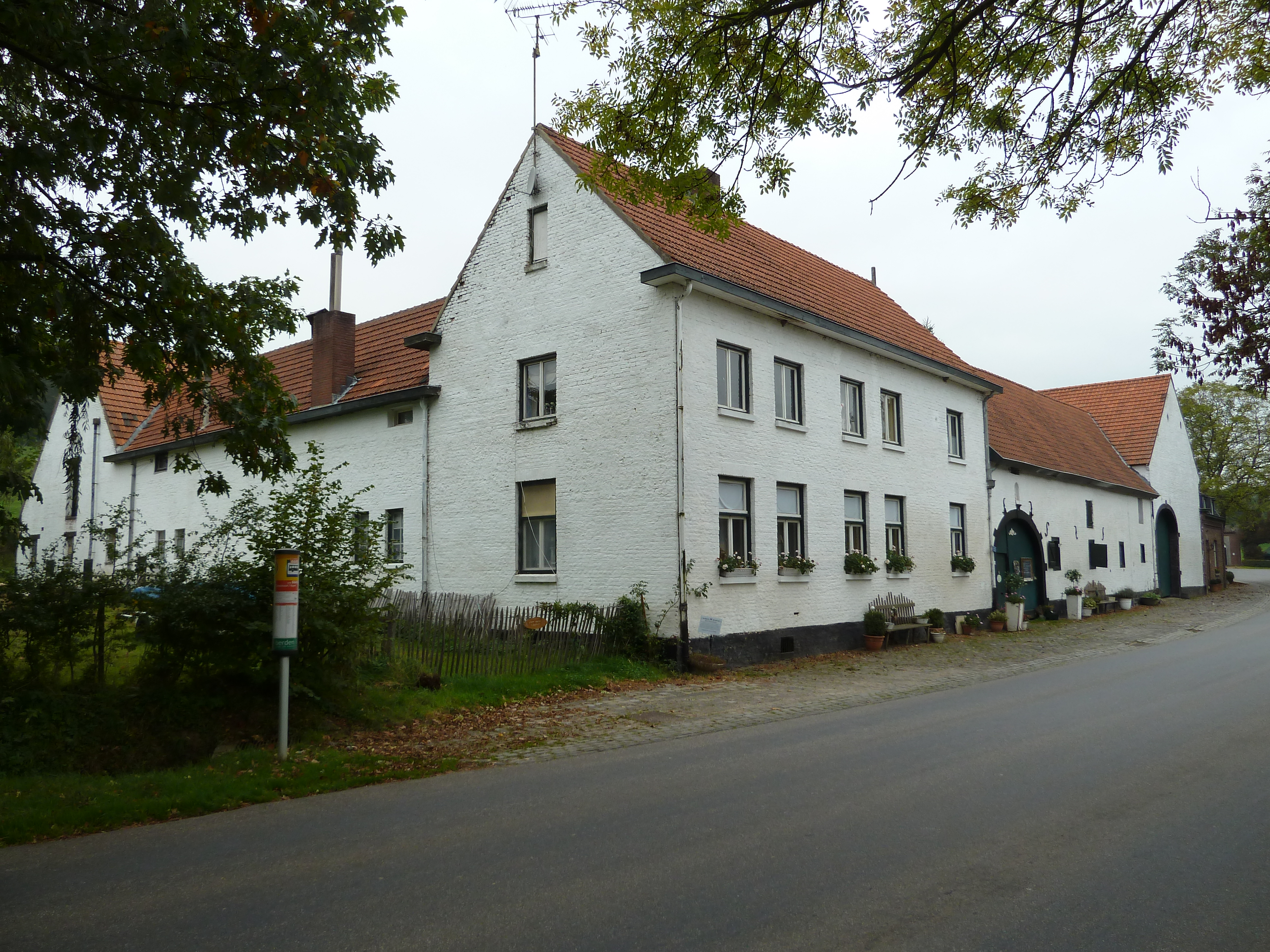
Boerderij Broekhof, Slenaken (1799)

## Geboren
januari
- 6 - Jedediah Smith, Amerikaans ontdekkingsreiziger (overleden 1831)

maart
- 28 - Carl von Basedow, Duits arts (overleden 1854)

mei
- 20 - Honoré de Balzac, Frans schrijver (overleden 1850)

juni
- 3 - Elisabetta Fiorini Mazzanti, Italiaanse plantkundige, overleden 1879)
- 6 - Aleksandr Poesjkin, Russisch dichter (overleden 1837)

juli
- 4 - Jean-Baptist Jules Bernadotte, de latere koning Oscar I van Zweden (overleden 1859)

oktober
- 18 - Christian Friedrich Schönbein, ontdekker van ozon (overleden 1868)

november
- 13 - Cornelis Th. van Meurs, Nederlands militair en politicus (overleden 1894)
- 19 - William Mackie, Brits pionier en magistraat in West-Australië (overleden 1860)

december
- 22 - Nicholas Callan, Iers priester, wetenschapper en uitvinder (overleden 1864)

datum onbekend
- Thomas Bannister - Brits militair en ontdekkingsreiziger in West-Australië (overleden 1874)

## Overleden
april
- 19 - Pieter Hellendaal (68), Nederlands componist, organist en violist

mei
- 5 - Abraham Bennet (49), Brits predikant en natuurkundige
- 18 - Pierre Beaumarchais (67), Frans schrijver

juni
- 12 - Joseph Boulogne Chevalier de Saint-Georges (53), bijgenaamd De zwarte Mozart, Frans componist, violist en befaamd schermer

augustus
- 29 - Pius VI (81), paus van 1775 tot 1799

oktober
- 24 - Karl Ditters von Dittersdorf (60), Oostenrijks componist

december
- 14 - George Washington (67), eerste president van de Verenigde Staten
- 31 - Jean-François Marmontel (76), Frans schrijver, dichter en encyclopedist

datum onbekend
- Charles Gauzargues (~73), Frans componist